# Centro Nacional para la Investigación Científica
El Centro Nacional para la Investigación Científica (en francés, Centre national de la recherche scientifique o CNRS) es la institución de investigación científica más importante de Francia.
El CNRS fue creado el 19 de octubre de 1939,y figura en la tercera posición de la clasificación de instituciones similares en el mundo, y en el primer puesto de Europa (por delante de la Max-Planck-Gesellschaft de Alemania y de la Organización Europea para la Investigación Nuclear -CERN-), según la clasificación mundial "Webometrics", que mide la visibilidad en la web de los organismos de investigación. El CNRS figura en el segundo puesto  de la clasificación mundial, según el instituto Scimago, que integra institutos de investigación y universidades con base en su producción científica, en el número de citas y en la colaboración internacional.
El CNRS tiene 32.000 empleados permanentes entre investigadores, ingenieros y personal administrativo y al menos 6000 empleados temporales. Su presupuesto anual es de alrededor de 3400 millones de euros.
Conduce estudios en todas las áreas científicas, y está dividido en 10 institutos:
- Instituto de Ecología y Medio Ambiente (INEE)
- Instituto de Ciencias Biológicas (INSB)
- Instituto de Ciencias Humanas y Sociales (INSHS)
- Instituto de Ciencias de la Información y sus Interacciones (INS2I)
- Instituto de Ciencias de la Ingeniería y Sistemas  (INSIS)
- Instituto de Ciencias Matemáticas y sus Interacciones (INSMI)
- Instituto de Ciencias del Universo (INSU)
- Instituto de Física (IPN)
- Instituto de Física Nuclear y Física de Partículas (IN2P3)
- Instituto de Química (INC)

Funciona gracias a asociaciones con universidades, o bien con otras instituciones educativas e investigadoras.
Los investigadores directamente empleados en el CNRS son clasificados en dos niveles, según el orden de jerarquía:
- chargés de recherche (2.ª clase, 1.ª clase)
- directeurs de recherche (2.ª clase, 1.ª clase, clase excepcional).

Por lo general, los Directeurs de recherche encabezan grupos de investigadores, aunque no es una regla absoluta.

## Revista CNRS
El centro también pública varias revistas en formato digital y en papel, de acuerdo con su misión de difundir el conocimiento. La revista CNRS populariza así el trabajo de investigación de sus equipos y los hace accesibles a tantas personas como sea posible.